# Церковь Преображения Господня (Белоомут)
Церковь Преображения Господня — приходской храм Луховицкого благочиннического округа Московской епархии Русской православной церкви в посёлке Белоомут Луховицкого района Московской области.

## История
Каменная церковь Преображения Господня была построена в 1802 году на месте старой деревянной церкви (упоминавшейся в писцовых книгах под 1616 годом). Работы по строительству продолжались с 1797 по 1802 год. Некоторые исследователи считают сочетание разнофигурных оконных проемов, а также рельефные геометрические фигуры в декоре порталов, чертой «местного стиля», восходящей к постройкам XVIII века в Николо-Радовицком монастыре. В 1933 году церковь закрыли и перестроили под поселковый клуб.

## Устройство
Церковь выполнена в стиле классицизма, имеет форму продольного креста. Построена из кирпича, оштукатурена. Существовали три престола:
- в честь Преображения Господня — главный
- в честь Покрова Пресвятой Богородицы — придел не сохранился
- в честь Архангела Михаила — придел не сохранился

## Современная жизнь
Церковь возвращена верующим и вновь открыта в 2003 году. Регулярные богослужения начались в апреле 2006 года, ведутся реставрационные работы.